# Zamek Forderglauchau
Zamek Forderglauchau (niem. Schloss Forderglauchau) – zabytkowy zamek w Glauchau, (Niemcy).
Budowę trójskrzydłowego kompleksu zamku Forderglauchau w kształcie podkowy rozpoczęto w latach 1527-34 za czasów ówczesnego właściciela Ernsta II von Schönburg (1486–1534), żonatego z Amalią von Leisnig (1508-1569). Mistrz budowlany Andreas Günther wzniósł budynek zamkowy z wieżyczką schodową i niewielkim narożnym budynkiem po stronie północnej. W 1603 dodano wydłużoną dobudówkę pod kątem prostym po stronie południowej, a w 1799  dwa budynki jako przedłużenie narożnego budynku po stronie północnej. Forderglauchau stanowi wejście do zamku Hinterglauchau.

## Galeria

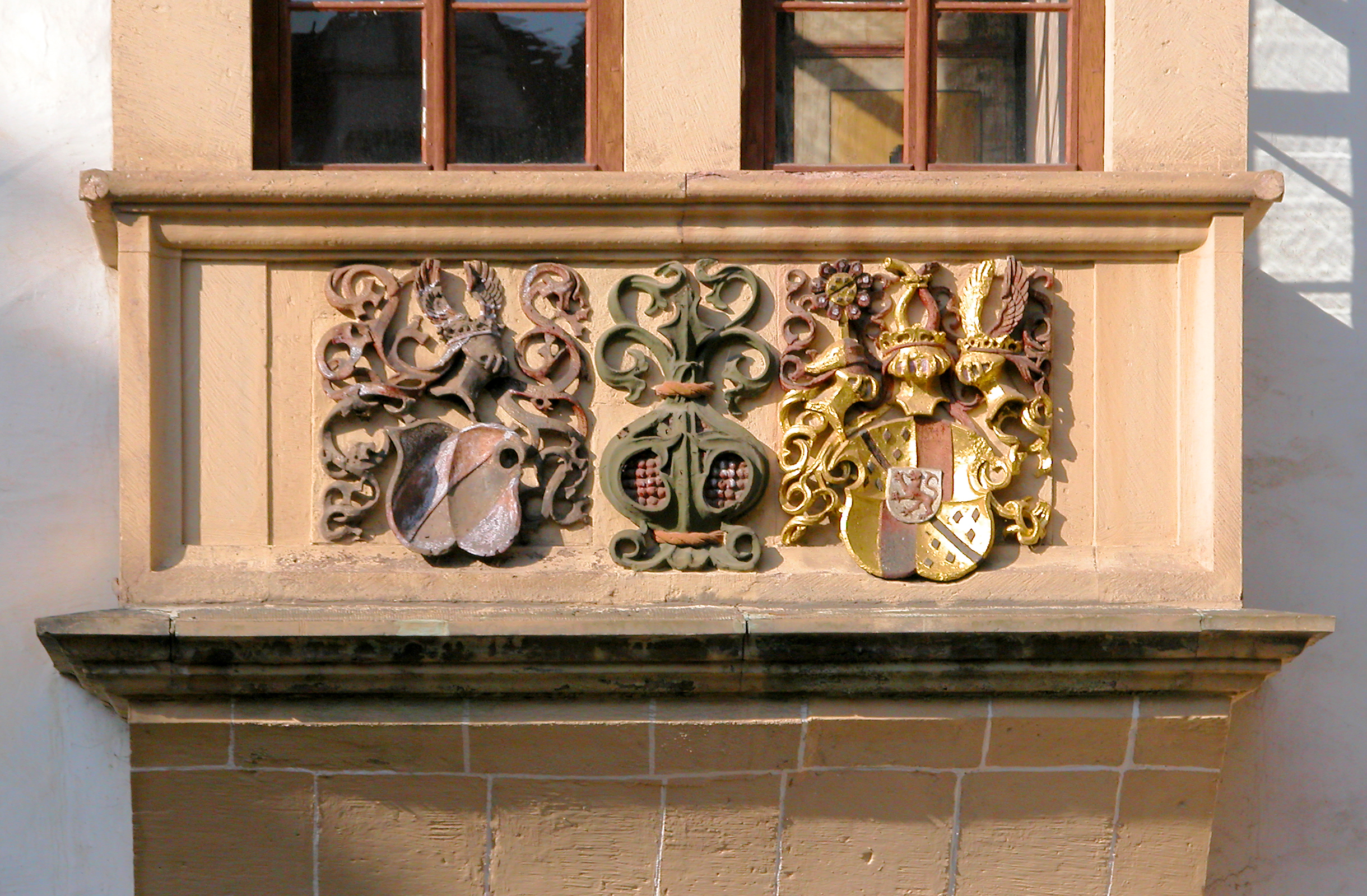
Herby  Schönburg i Leisnig
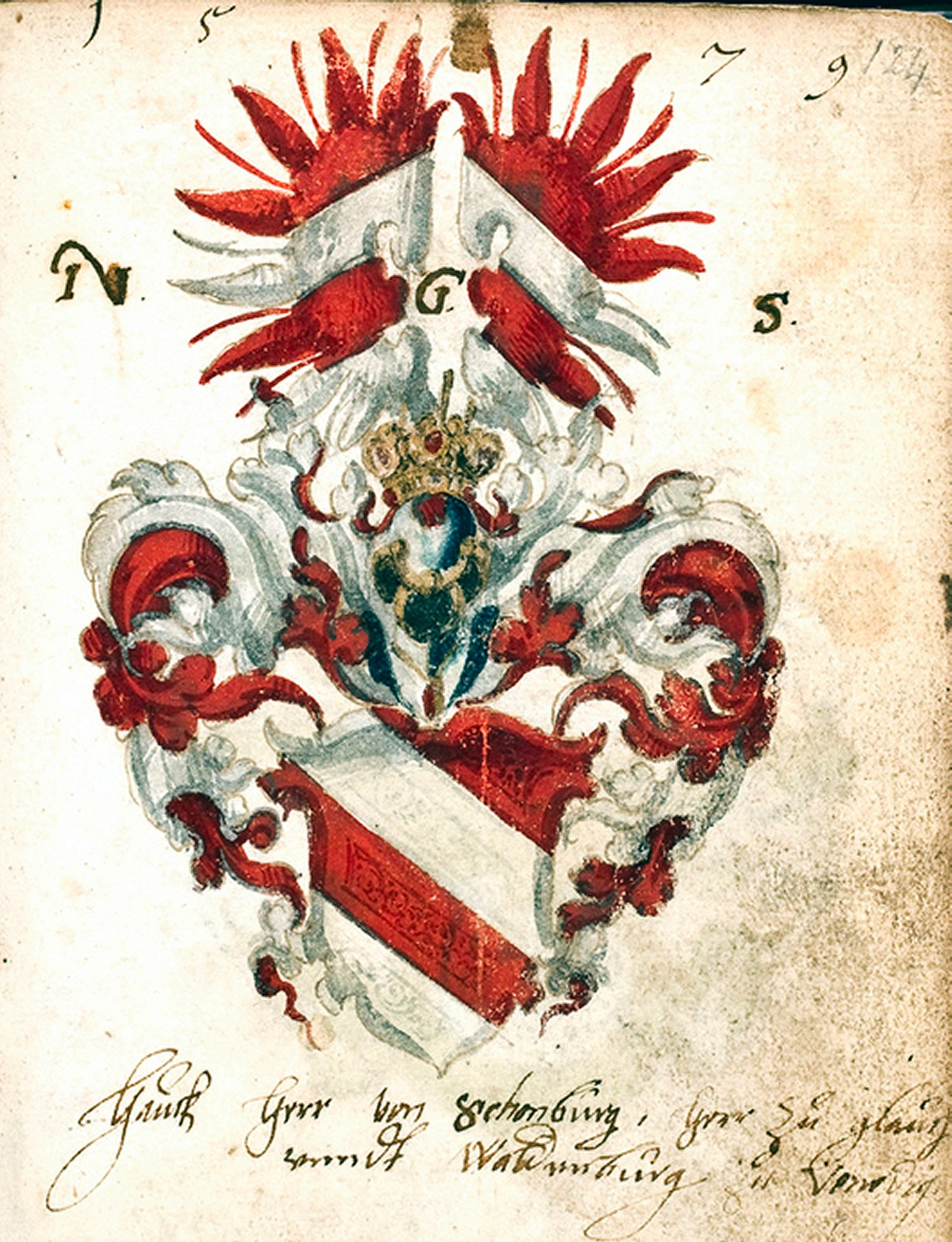
Herb Ernsta II von Schönburg
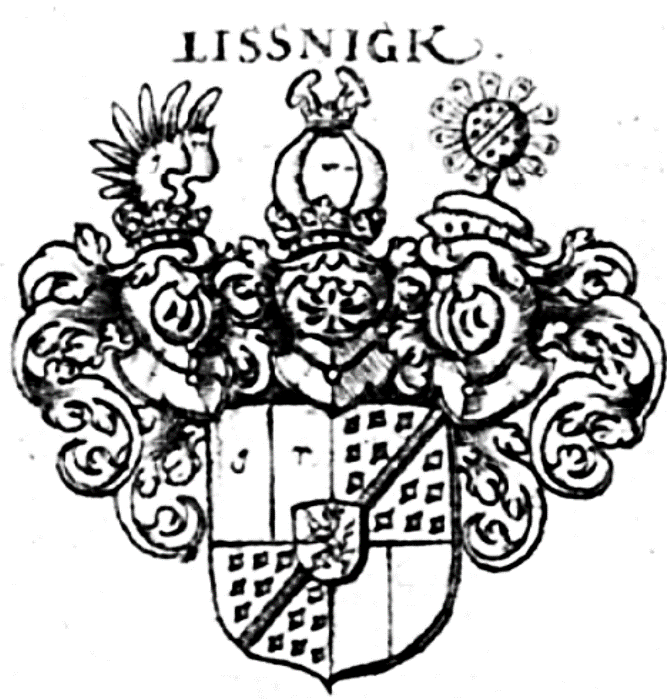
Herb Amalii von Leisnig
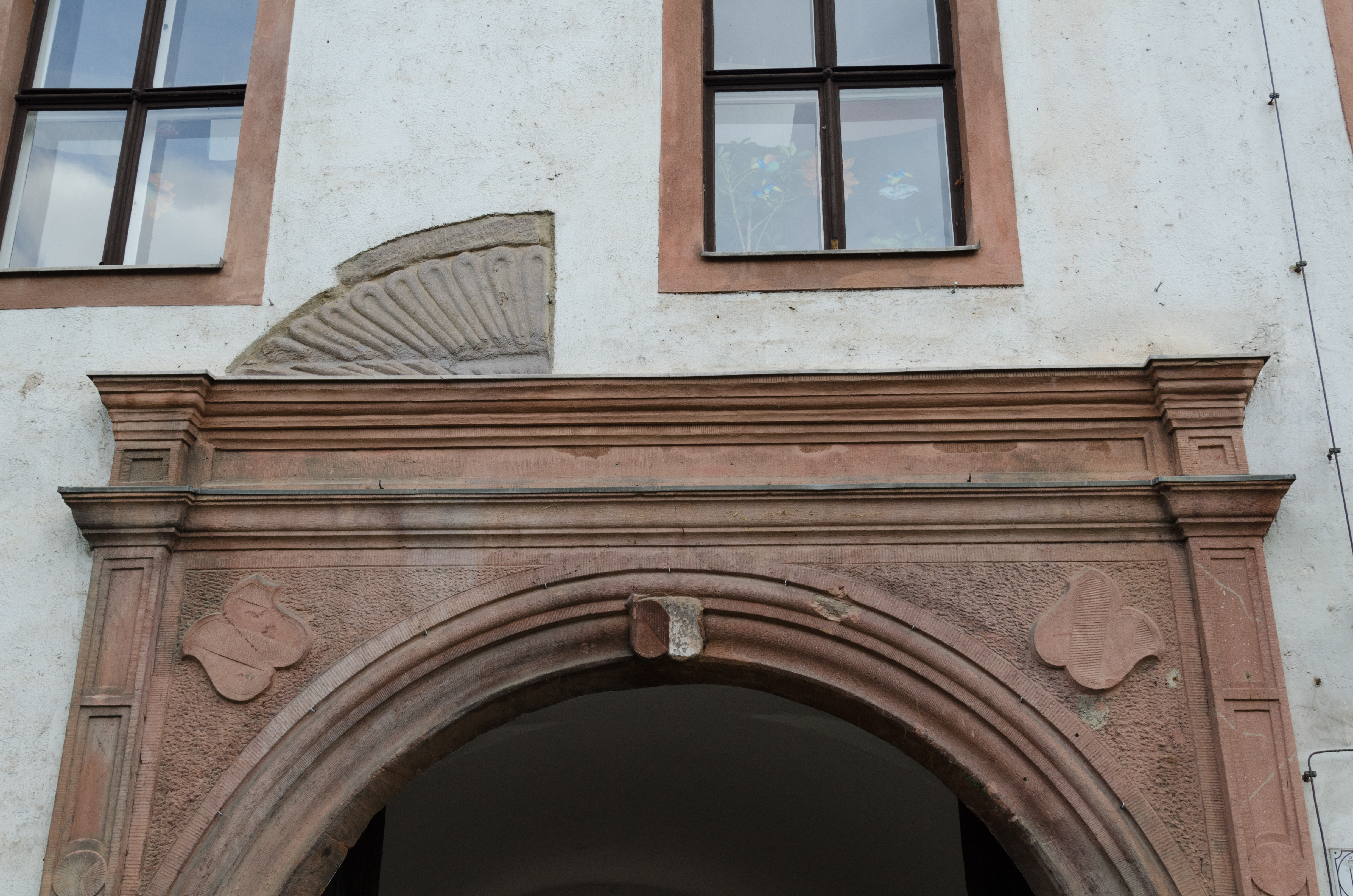
Herb von Schönburg
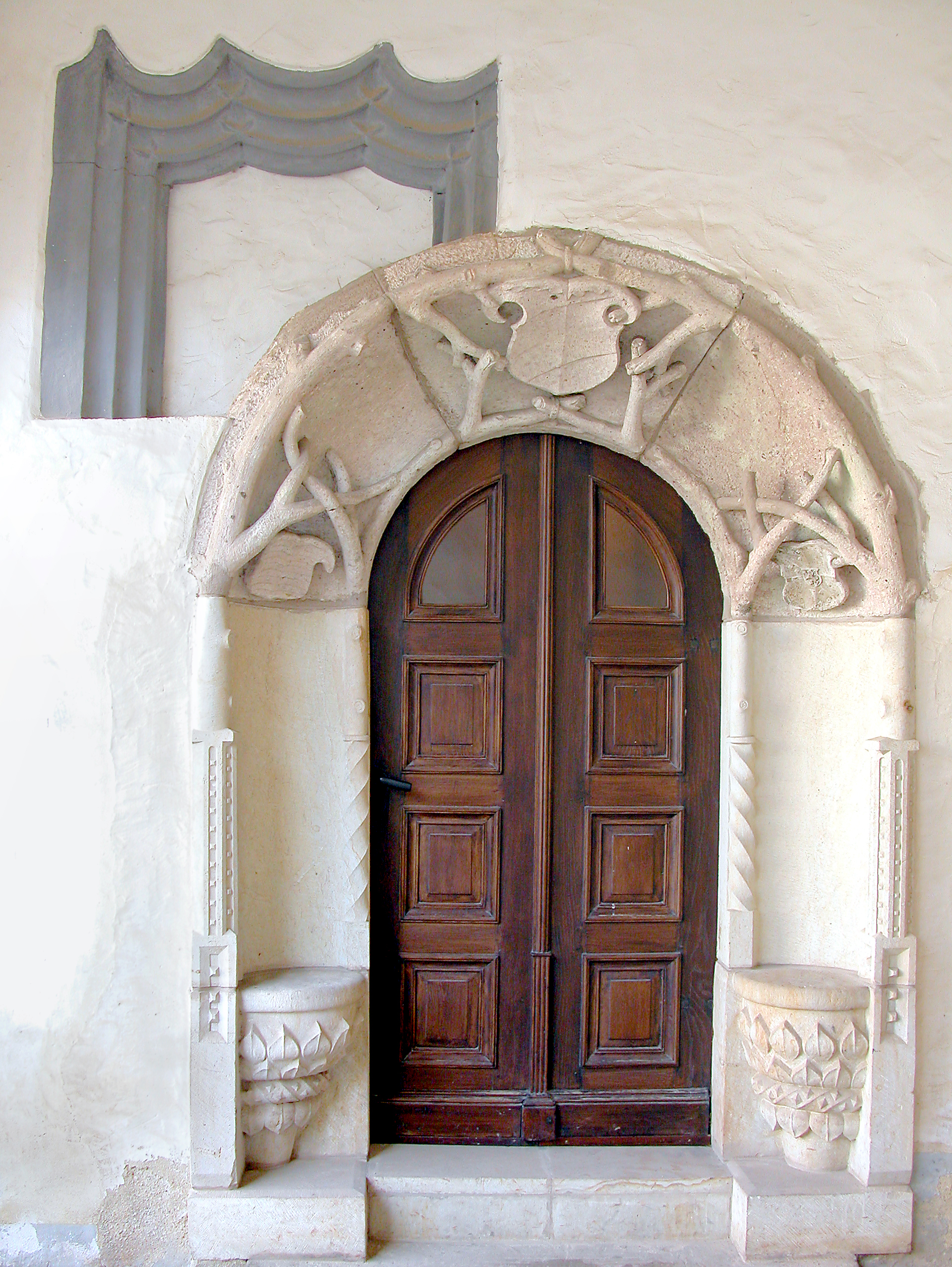
Herb von Schönburg i Leisnig (P)